# Focke-Wulf
Focke-Wulf, Focke-Wulf Flugzeugbau AG, var en tysk flygplans- och helikoptertillverkare baserad i Bremen.

## Historik
Focke-Wulf skapades utifrån Bremer Flugzeugbau AG, som grundats 1924 av Henrich Focke, Georg Wulf och Werner Naumann. Senare samma år fick företaget namnet Focke-Wulf. År 1931 övertogs Albatros i Berlin. År 1963 gick företaget upp i VFW.
Henrich Focke ledde firman och var konstruktionschef, medan Georg Wulf var testpilot och ledare för testverksamheten. Focke-Wulf var företagets första flygplan. Vid ett test av en prototyp havererade Georg Wulf och omkom den 29 september 1927.
Fokke-Wulf köpte en licens för autogiror av Juan de la Cierva och började utvecklingen av rotorplan. Henrich Focke uppfann och konstruerade världens första flygbara och fullt manövrerbara helikopter 1936. Under andra världskriget tillverkades flygplanen Focke-Wulf Fw 189 Uhu, Focke-Wulf Fw 190 och Focke-Wulf Fw 200.

## Flygplansmodeller
- Focke-Wulf Fw 187 Falke
- Focke-Wulf Fw 189 Uhu
- Focke-Wulf Fw 190
- Focke-Wulf Fw 191
- Focke-Wulf Fw 200
- Focke-Wulf Fw 44
- Focke-Wulf Fw 56 Stösser
- Focke-Wulf Fw 58
- Focke-Wulf Fw 61 – tidig helikopter
- Focke-Wulf Ta 152